# Jürgen Kocka
Jürgen Kocka (Haindorf, Szudétavidék, 1941. április 19. –) német történész, társadalomtörténész, a Magyar Tudományos Akadémia tiszteleti tagja. A fejlett országok 19–20. századi városi társadalmának és politikai folyamatainak kutatója, a bielefeldi iskola néven ismert történettudományi irányzat egyik vezéralakjaként hozzájárult az összehasonlító társadalomtörténet-írás elméleti alapjainak megteremtéséhez.

## Életútja
Családját a második világháborút követően a Szudétavidékről kitelepítették, iskoláit Pomerániában, Linzben és Essenben végezte. 1960-tól a Marburgi és a Bécsi Egyetemen, 1962-től a Szabad Berlini Egyetemen, majd 1964–1965-ben a Chapel Hill-i Észak-karolinai Egyetemen hallgatott történet- és politikatudományt, germanisztikát, szociológiát és filozófiát. 1965-ben szerezte meg politikatudományi diplomáját Chapel Hillben, majd a Berlini Szabadegyetemen képezte tovább magát, ahol 1968-ban történettudományból bölcsészdoktori oklevelet is szerzett. 1968-ban a Münsteri Egyetem újkortörténeti tanszékére nevezték ki tanársegédnek, itt védte meg kandidátusi értekezését 1972-ben. 1973 és 1988 között a Bielefeldi Egyetemen a történettudomány egyetemi tanára volt. Ezzel párhuzamosan 1983-tól 1988-ig a bielefeldi Interdiszciplináris Kutatási Központ (Zentrum für Interdisziplinäre Forschung) igazgatói feladatait is ellátta. Időközben 1975–1976-ban vendégprofesszorként oktatott az amerikai Princetoni Egyetemen, 1984-ben a Chicagói Egyetemen, 1985-ben pedig a jeruzsálemi Héber Egyetemen, de franciaországi és hollandiai felsőoktatási intézményekben is előadott.
1988 óta a Berlini Szabadegyetemen oktat az iparosodás története tanszékvezető tanáraként, egyúttal 1998 óta az egyetemen működő Európai Összehasonlító Történettudomány Berlini Kollégiumának (Berliner Kolleg für Vergleichende Geschichte Europas) igazgatói feladatait is ellátja. Oktatói munkájával párhuzamosan 1991 és 2000 között a Berlini Tudományos Kollégium (Wissenschaftskolleg zu Berlin) ösztöndíjas kutatója volt. 1992 és 1996 között közreműködött a potsdami Jelenkorkutatási Központ (Zentrum für Zeithistorische Forschung) létrehozásában és irányításában. 1992–1993-ban a budapesti Közép-európai Egyetemen meghívott professzorként adott elő, 1994–1995-ben a Stanford Egyetem viselkedéskutatási intézetének ösztöndíjasa, 1996-ban a párizsi Társadalomtudományi Főiskola (École des hautes études en sciences sociales) meghívott igazgatója, 2004–2005-ben az oxfordi St. Anthony’s College vendégtanára volt. 1991 és 1999 között tagja volt a Berlini Társadalomkutatási Tudományos Központ (Wissenschaftszentrum Berlin für Sozialforschung) igazgatótanácsának, majd kuratóriumának, 2001 és 2007 között pedig az intézet elnöki tisztét is betöltötte. 2007 óta a központ társadalomtörténeti kutatóprofesszora.

## Munkássága
Kutatásai elsősorban a 19–20. századi német, európai és észak-amerikai városi polgárság, a hagyományos és alsó középosztály – a kisvállalkozói és alkalmazotti réteg – társadalmi szerepének történeti változásaira irányulnak. Politikatudományi és államelméleti kérdések pályája kezdetétől vonzzák tudományos érdeklődését, Max Weber, Jürgen Habermas és Hans Rosenberg hatására strukturalista megközelítéssel vizsgálja a politikai-társadalmi folyamatokat. Foglalkozott és foglalkozik a nemzetiszocializmus, a szocializmus és a kelet–nyugati világ szembenállásával, a kettéosztott Németországgal, a demokrácia és a diktatúra természetével, a politikai törekvések társadalmi következményeivel, az egyes társadalomfejlődési trendek hátterében álló okokkal.
Az 1970-es–1980-as években munkatársával, Hans-Ulrich Wehlerrel teremtették meg a bielefeldi iskola néven ismert összehasonlító társadalomtörténeti irányzatot, amely a német historiográfia korábbi hagyományaival – jelesül a nemzeti önkép irányított konstruálásával – szakítva strukturalista, összehasonlító módszerrel vizsgálja a társadalom múltját. A bielefeldi iskola képviselői szerint a több társadalomban vagy régióban is végbemenő, azonos jellegű történelmi események módszeres összehasonlításával a társadalmi folyamatok általános vonásai, valamint csak az adott társadalomra jellemző, egyedi sajátosságai egymástól elkülöníthetőek, pontosabban és hitelesebben meghatározhatóak. Ezzel a módszerrel az egyes nemzetek történelmi önképe újraértékelődhet, az összehasonlítás nyomán világossá válhat: a nemzetképet felépítő hagyományos, konvencionális ok–okozati összefüggések nem állják meg többé a helyüket. A bielefeldi iskolát és eredményeit több támadás érte az elmúlt évtizedekben. Többek között hátrányaként róják fel absztrahált mivoltát, tudniillik hogy az összehasonlítás tárgyává tett események egyedi kontextusukból kiemelve elveszítik diakrón jellegüket, azaz nem megragadhatóak egy fejlődési folyamat közbenső állomásaként, ami a történelmi változások megértésének elengedhetetlen feltétele.
Kocka önálló kötetben és szakfolyóiratokban megjelent munkái mellett szerkesztője volt több, az európai polgárság 19. századi történetét feldolgozó tanulmánykötetnek.

### Társasági tagságai és elismerései
1988 óta alapító tagja az Európai Akadémiának, 1993-tól szintén alapító tagja, illetve 2008-tól alelnöke a Berlin-brandenburgi Tudományos Akadémiának, 2003-ban a Leopoldina Német Természettudományos Akadémia tagja lett. 1995-ben a Magyar Tudományos Akadémia, 2003-ban a Torinói Tudományos Akadémia, 2004-ben az Amerikai Művészeti és Tudományos Akadémia tiszteleti tagjává választották. 1990 és 1992 között a Német Tudományos Tanács tagja, 2000 és 2005 között a Történettudományok Nemzetközi Bizottságának (Comité international des sciences historiques, CISH) elnöke volt.
Történészi munkásságáért 1992-ben Gottfried Wilhelm Leibniz-díjat kapott, 2002-ben a német Szövetségi Érdemkeresztet vehette át. 1988-ban a Rotterdami Erasmus Egyetem, 2000-ben az Uppsalai Egyetem díszdoktorává avatták.

### Főbb művei
- Unternehmensverwaltung und Angestelltenschaft am Beispiel Siemens 1847–1914. Stuttgart: Klett, 1969
- Klassengesellschaft im Krieg: Deutsche Sozialgeschichte 1914–1918. Göttingen: Vandenhoeck und Ruprecht, 1973
Angolul: Facing total war: German society, 1914–1918. Cambridge: Harvard University Press, 1984
- Unternehmer in der deutschen Industrialisierung. Göttingen: Vandenhoeck und Ruprecht, 1975
- Angestellten zwischen Faschismus und Demokratie: USA 1850–1940 im internationalen Vergleich. Göttingen: Vandenhoeck und Ruprecht, 1977
Angolul: White collar workers in America, 1890–1940: A social-political history in international perspective. London; Beverly Hills: Sage Publications, 1980
- Sozialgeschichte: Begriff, Entwicklung, Probleme. Göttingen: Vandenhoeck und Ruprecht, 1977
- Die Angestellten in der deutschen Geschichte 1850–1980: Vom Privatbeamten zum angestellten Arbeitnehmer. Göttingen: Vandenhoeck und Ruprecht, 1981
- Lohnarbeit und Klassenbildung: Arbeiter und Arbeiterbewegung in Deutschland 1800–1875. Berlin: Dietz, 1983
- Geschichte und Aufklärung: Aufsätze. Göttingen: Vandenhoeck und Ruprecht, 1989
- Weder Stand noch Klasse: Unterschichten um 1800, 1990
- Arbeitsverhältnisse und Arbeiterexistenzen: Grundlagen der Klassenbildung im 19. Jahrhundert. Bonn: Dietz, 1990
- Weder Stand noch Klasse: Unterschichten um 1800. Bonn: Dietz, 1990
- Vereinigungskrise: Zur Geschichte der Gegenwart. Göttingen: Vandenhoeck und Ruprecht, 1995
- Industrial culture and bourgeois society: Business, labor, and bureaucracy in modern Germany. New York: Berghahn Books, 1999
- Das lange 19. Jahrhundert: Arbeit, Nation und bürgerliche Gesellschaft, 2001
- Interventionen: Der Historiker in der öffentlichen Verantwortung. Göttingen: Vandenhoeck und Ruprecht, 2001
- Civil society and dictatorship in modern German history. Hanover: University Press of New England, 2010